# Geschichte von Weiler-Simmerberg

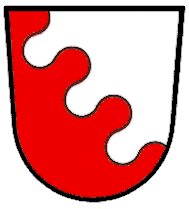
Wappen Weiler im Allgäu

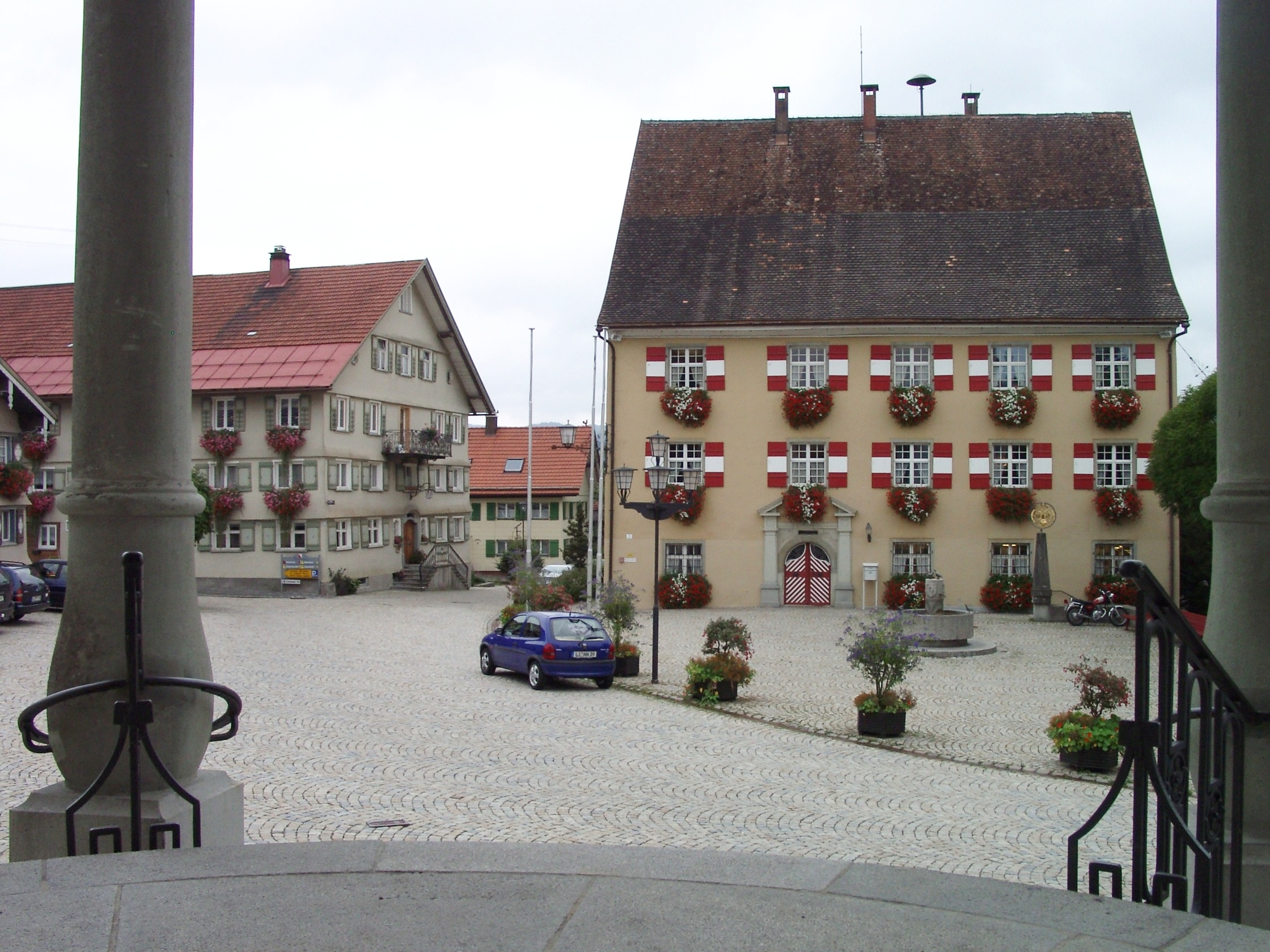
Das Rathaus von Weiler (rechts)

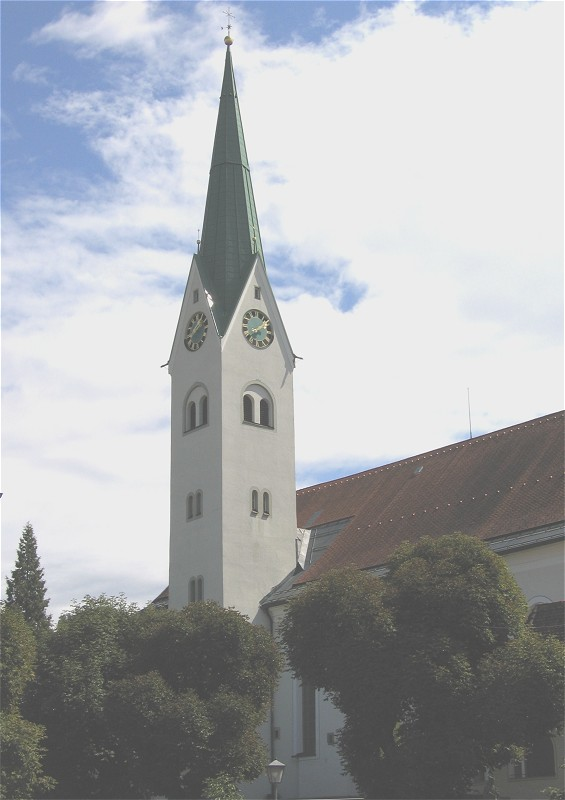
Kirche von Weiler im Allgäu

Der Markt Weiler-Simmerberg im Landkreis Lindau (Bodensee) in Bayern  befindet sich in einem Tal des Westallgäus in einer Höhe von 632 m ü. NN und grenzt direkt an das österreichische Bundesland Vorarlberg.

## Geschichte von Weiler im Allgäu
Bereits um das Jahr 500 v. Chr. besiedelten die Kelten das Gebiet des heutigen Weiler im Allgäu. Im Jahr 15 v. Chr. wurden diese Kelten von den Römern geschlagen und zum großen Teil getötet. Das damalige Weiler gehörte nun dem Römischen Reich an.
Um das Jahr 250 fielen die Alemannen in Weiler ein und beenden die Herrschaft der Römer.
1571 kam Weiler aufgrund eines Verkaufes des Ortes an das Haus Habsburg zu Österreich. 1789 erhielt Weiler das Marktrecht durch Kaiser Joseph II. von Österreich.
Im Jahr 1806 kam Weiler mit Vorarlberg zu Bayern.
Ein besonderes wirtschaftlich geschichtliches Merkmal von Weiler ist seine außergewöhnliche Brautradition seit 1650. Aus ihr ging mit Gründung der Bayerischen Staatspost um 1820 die damals kleine Postbräu hervor. Heute im Allgäu bekannt als Privatbrauerei Post Brauerei Weiler.
Von 1806 bis 1970 war in Weiler ein Gericht ansässig:
- 1806–1866: Landgericht Weiler
- 1866–1918: Amtsgericht Weiler
- 1918–1970: Amtsgericht Weiler-Lindenberg

## Geschichte von Ellhofen im Allgäu
Ellhofen im Allgäu wurde im Jahr 872 mit dem Namen Ellnhoven zum ersten Mal urkundlich erwähnt. Aus einer Urkunde des Jahres 1287 wird ersichtlich, dass ein Rittergeschlecht (Ritter Hermann von Ellnhoven) im Ort ansässig war. Die Burgruine Ellhofen war zu dieser Zeit noch intakt. Im Jahr 1446 erlosch das Rittergeschlecht, worauf das Erbe zerteilt wurde.
Im Jahr 1466 wurde Ellhofen an den Kaufmann Wilhelm von Neidegg verkauft. Dieser besaß den Ort bis in das Jahr 1562. In dieser Zeit kam es zu einer erheblichen Ausdehnung des Ortes.
1552 erwarb der Deutschritterorden die Herrschaft über Ellhofen. Im noch erhaltenen Amtshaus der Deutschritter befindet sich heute das Gasthaus Adler mit dem Wappen der früheren Herren.
Im Jahr 1806 wurde Ellhofen an das Königreich Bayern angeschlossen.

## Neuere Geschichte
Am 1. September 1968 wurden die bisher selbständigen Gemeinden Simmerberg und Weiler im Allgäu (amtlich Weiler i.Allgäu) zur neuen Gemeinde Weiler-Simmerberg zusammengeschlossen.
Am 1. Januar 1972 wurde Ellhofen eingegliedert.